# Guds Moders födelses kyrka, Lugaşu de Jos
Guds Moders födelses kyrka (rumänska: Biserica Nașterea Maicii Domnului) är en rumänsk-ortodox kyrkobyggnad belägen i staden Lugaşu de Jos i länet Bihor, i västra Rumänien.
Kyrkan är helgad åt Jungfru Marie födelse.

## Historik
Guds Moders födelses kyrka i Lugaşu de Jos byggdes omkring år 1690.
Sedan 1954 har kyrkan varot klassad som ett historiskt monument.

## Bilder

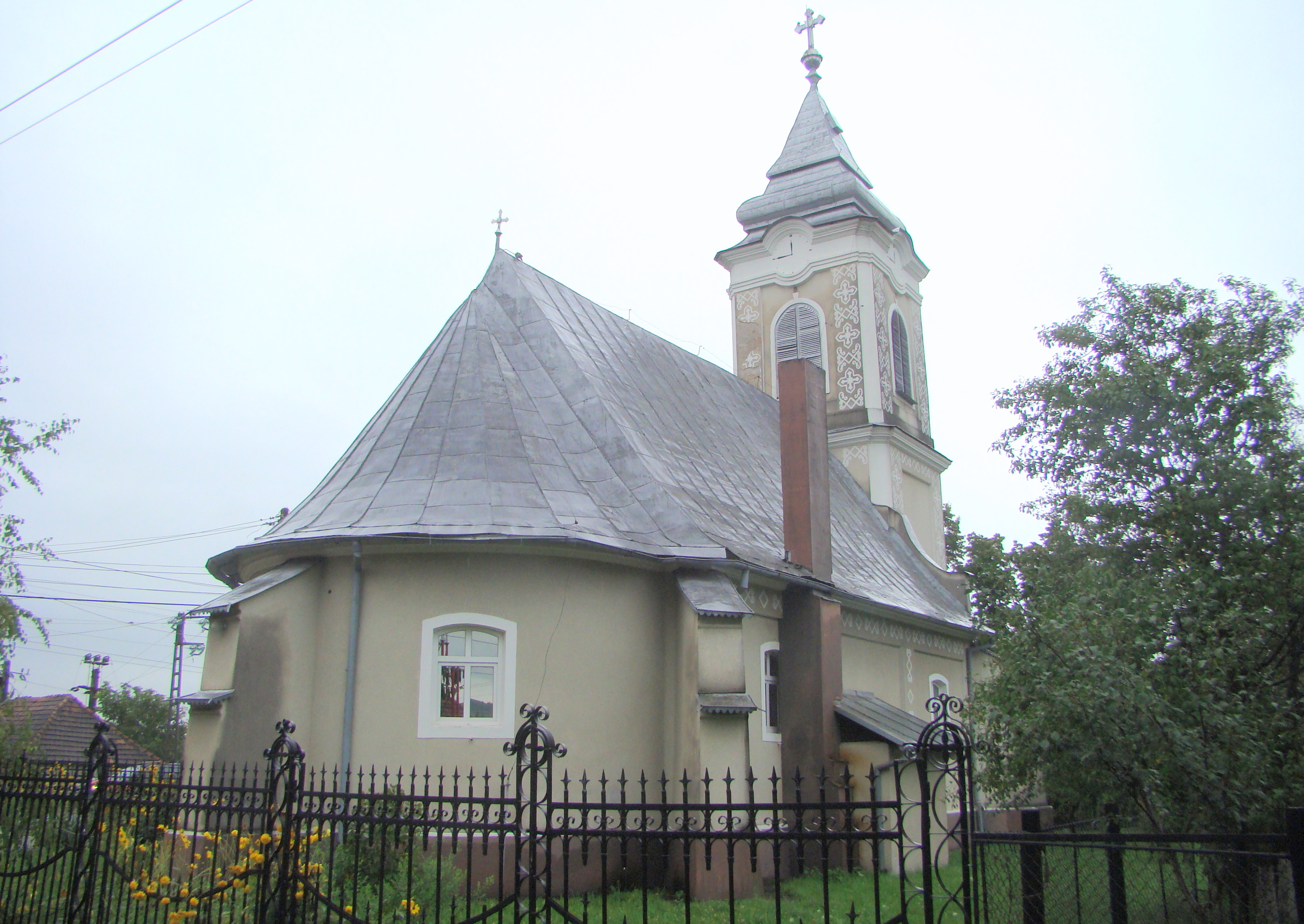
Absiden
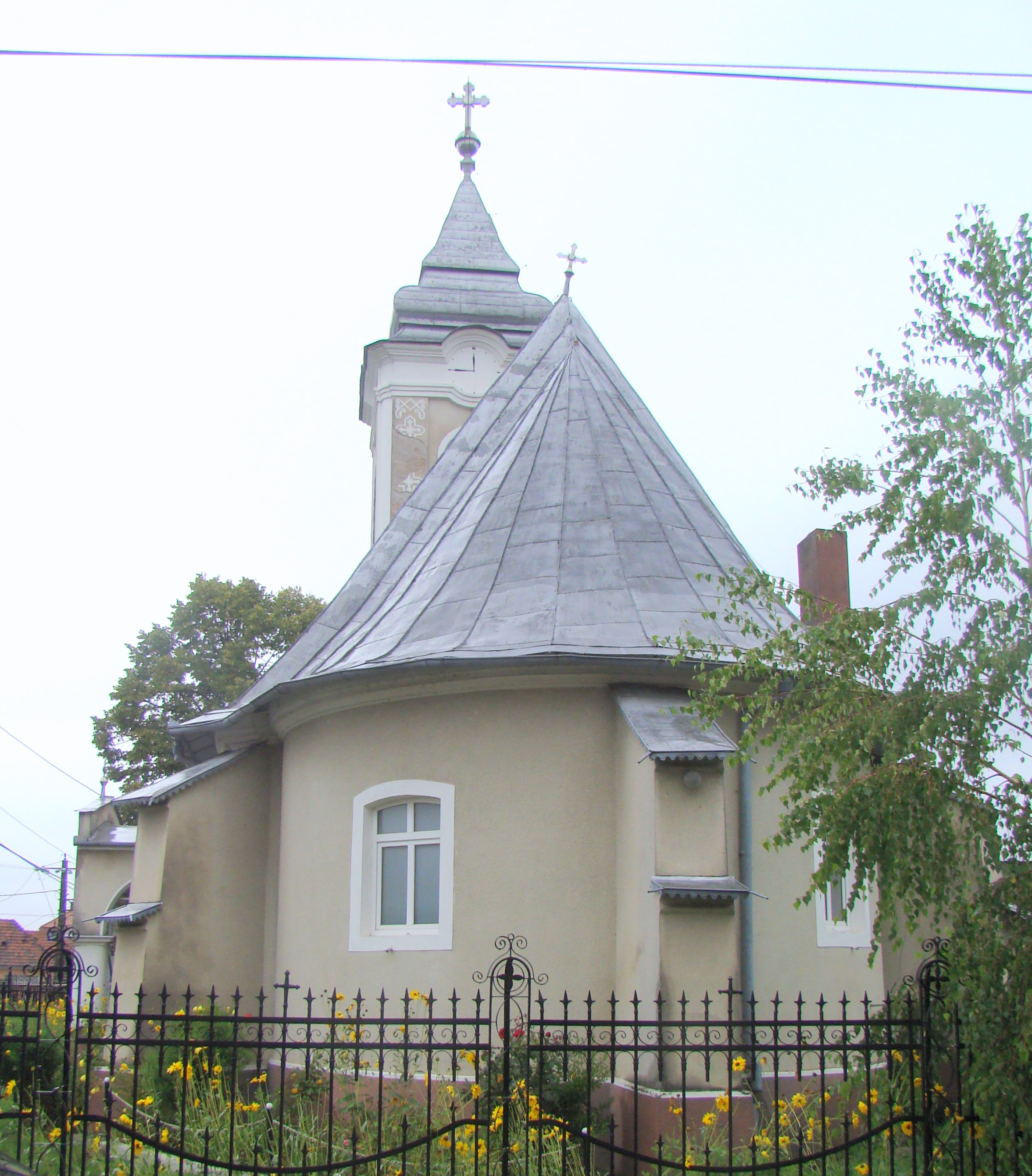
Absiden